# Genfer Bibelgesellschaft
Die Genfer Bibelgesellschaft ist eine staatlich anerkannte, gemeinnützige, missionarische Stiftung.

## Geschichte
Die Genfer Bibelgesellschaft wurde 1917 gegründet. Ihre Hauptaufgabe ist wie bei allen Bibelgesellschaften auf der Welt die kostengünstige Herstellung bzw. Verbreitung der Bibel, die als Gottes Wort betrachtet wird. Schwerpunkte der Arbeit sind vor allem Bibeln in den Sprachen Italienisch, Französisch und Deutsch.
Die Tätigkeit begann zunächst mittels missionarischer Buchhandlungen, damals „Depot der Heiligen Schriften“ genannt. Der Anfang war zuerst 1917 in Genf, 1925 in Paris dann auch unter dem Namen „Haus der Bibel“, 1933 in Zürich, und danach in mehreren Ländern dreier Kontinente. Seit 1997 ist der Hauptsitz in Romanel-sur-Lausanne. Derzeit gibt es 20 Bibelhäuser in Frankreich, der Schweiz, Italien und in der Côte d’Ivoire.
Nach dem Zweiten Weltkrieg übernahm sie die Herausgabe und Revision der Schlachter-Bibel, die 1951 erschien. Eine Sonderausgabe des Neuen Testaments erschien bereits 1945, als die Scripture Gift Mission Hunderttausende von Neuen Testamenten unter den deutschen Kriegsgefangenen in britischer Gefangenschaft verteilte. Diese Ausgabe hatte als Grundlage einen leicht bearbeiteten Text der ursprünglichen Miniaturbibel von Franz Eugen Schlachter aus dem Jahre 1905.
1995 gab die Genfer Bibelgesellschaft die dritte Vollrevision der Schlachter-Bibel in Auftrag. 2003 erschien diese Revision, die allgemein „Schlachter 2000“ genannt wird, als Vollbibel; sie liegt inzwischen in diversen Ausgaben vor. Derzeit ist eine Konkordanz zur Schlachter-Bibel in Arbeit.

## Gegenwart
Auch heute besteht der Zweck der Genfer Bibelgesellschaft noch darin, die Bibel interessierten Personen kostenlos bzw. zum tiefstmöglichen Preis zur Verfügung zu stellen. Sie versucht die biblisch-christliche Kultur, das Fundament des Glaubens an Jesus Christus und die Grundlage christlicher Traditionen und Kunst, in der Schweiz und im Ausland zu bewahren. Seit 1988 wird die Neue Genfer Übersetzung veröffentlicht. Anfangs erschienen nur einzelne Bibelbücher, seit 2000 das Neue Testament, seit 2011 Neues Testament und Psalmen in einem Band.
Die Genfer Bibelgesellschaft strebt keinen Gewinn an und ist unabhängig von allen politischen und religiösen Organisationen. Von 1998 bis 2006 druckte sie 115.000 Bibeln pro Jahr, von 2007 bis 2011 800.000 pro Jahr. 2011 wurden 35 Prozent der Projektausgaben von insgesamt 650.000 Schweizer Franken für Bibelprojekte verwendet, 17 Prozent zur Unterstützung von christlichen Buchhandlungen und 15 Prozent für evangelistische Zwecke.